# 다구치 노부타카
다구치 노부타카(일본어: 田口信教, 1951년 6월 18일 ~ )는 전 일본의 수영 선수이다. 평영이 주종목이었으며 1972년 뮌헨 올림픽에서 100m 금메달을 획득하였다.
에히메현 사이조시 출신으로 1956년 이래 일본의 첫 수영 금메달리스트가 되었다. 일본은 1930년대에 올림픽 수영을 지배하였고, 4개의 올림픽(1928, 1932, 1936, 1956)에서 평영 우승을 휩쓸었다.
다구치는 100m 평영 결승전에서 싱글 핸드로 상연하면서 3명의 미국 선수들을 꺾고 승리하였다. 올림픽이 열리기 1년 전, 미국이 일본 국가 선수들을 지배하면서 단 하나의 일본인 우승 선수가 되었다. 또한 200m 평영에서 동메달을 따기도 하였다. 올림픽 승리 후, 1973년 산타 클라라 초청 경기에서 또 다시 존 헨켄을 꺾었다. 1975년 칼리에서 열린 세계 선수권 대회에서 100m 평영 은메달을 땄다.
1976년 몬트리올 올림픽에서 자신의 경력을 끝냈다.
1987년 국제 수영 명예의 전당에 헌액되었다.